# وارليك (أديامان)
وارليك (بالكردية: Banêgezî‏) (بالتركية: Varlık)‏ هي قرية كرديّة تتبع إداريّاً لمديرية أديامان في محافظة أديامان التركية الواقعة في جنوب شرق الأناضول. وبلغ عدد سكانها 293 نسمة في عام 2021.